# ワリハン・セリク
ワリハン・セリク（カザフ語: Уәлихан Серік、1992年3月3日 - ）は、中華人民共和国のカザフ民族のグレコローマンレスラーである。ドルビルジン県生まれ。日本では、中国語の拼音表記を経由して、ワリハン・サイリケまたはサイリケ・ワリハンとしても知られる。東京で開催された2020年夏季オリンピックでは、60kg級で銅メダルの1つを獲得した。
2018年、彼はハンガリーのブダペストで開催された2018年世界レスリング選手権の60kg級で銅メダルの1つを獲得した。同年には、インドネシアのジャカルタで開催された2018年アジア競技大会の男子グレコローマン60kg級にも出場した。2019年、カザフスタンのヌルスルタンで開催された2019年レスリング世界選手権の60kg級に出場した。

## 主な結果
| 年     | 大会                   | 開催地                   | 結果 | 種目                 |
| ------ | ---------------------- | ------------------------ | ---- | -------------------- |
| 2018年 | 世界選手権             | ハンガリー、ブダペシュト | 3位  | グレコローマン60kg級 |
| 2020年 | 2020年夏季オリンピック | 日本、東京               | 3位  | グレコローマン60kg級 |